# Outloň bengálský
Outloň bengálský (Nycticebus bengalensis) je jedním z primátů z podřádu Strepsirhini z čeledi outloňovitých přirozeně se vyskytující na Indickém subkontinentu a v Indočíně. Jeho zeměpisné rozšíření je větší než u kteréhokoliv jiného druhu z čeledi outloňovitých. Až do fylogenetické analýzy z roku 2001 byl považován za podruh outloně váhavého (Nycticebus coucang), ale tato analýza tento předpoklad nepotvrdila a od té doby je považován za samostatný druh. Někteří jedinci obou druhů však mají mitochondriální sekvence DNA, které se podobají sekvencím druhého druhu, což je následek introgresivní hybridizace. Se svými rozměry mezi 26 až 38 cm a váhou mezi 1000 až 2100 g je největším druhem outloňovitých. Podobně jako další druhy z čeledi má kulatou hlavu, plochý obličej, velké oči, malé uši, zakrnělý ocas a hustou vlnitou srst. Toxin, který vylučuje ze své brachiální žlázy, se chemicky liší od toxinů jiných druhů outloňů. Tento toxin outloni používají k předávání informací o svém pohlaví, věku, zdraví a sociálním postavení.
Outloň bengálský je noční stromový savec, vyskytující se v zelených i polozelených pralesích. Upřednostňuje deštné pralesy s hustým stromovým patrem a jeho přítomnost v původním prostředí je známkou zdravého ekosystému. V ekosystému funguje jako rozptylovač semen a opylovač, a je také kořistí pro masožravce. Jeho potravu tvoří především ovoce a rostlinné výměšky, ale živí se i hmyzem, hlemýždi či malými obratlovci. Tento druh žije v malých rodinných skupinách, své teritorium si značí močí a přes den spí skrčení v husté vegetaci či ve skulinách stromů. Rozmnožují se jednou za 12 až 18 měsíců a obvykle porodí jediné mládě. Pohlavní dospělosti dosahují kolem věku 20 měsíců. Dožívají se až dvaceti let.
Na Červeném seznamu IUCN je uveden jako zranitelný kvůli rostoucí poptávce po exotických domácích mazlíčcích a kvůli jejich využití v tradiční medicíně. Jde o jedno z nejprodávanějších zvířat na místních trzích se zvířaty. V tradiční medicíně je využíván především bohatými městskými dámami ze střední třídy po porodu, ale také na žaludeční potíže, zlomeniny a pohlavně přenosné choroby. Loví se také jako potrava a ohrožen je i ubýváním jeho přirozeného prostředí. Divoká populace těchto outloňů výrazně poklesla a v některých oblastech již vyhynul. Žije v mnoha chráněných oblastech, kde je i tak ohrožen pytláctvím a nelegální těžbou dřeva.

## Taxonomie a fylogeneze

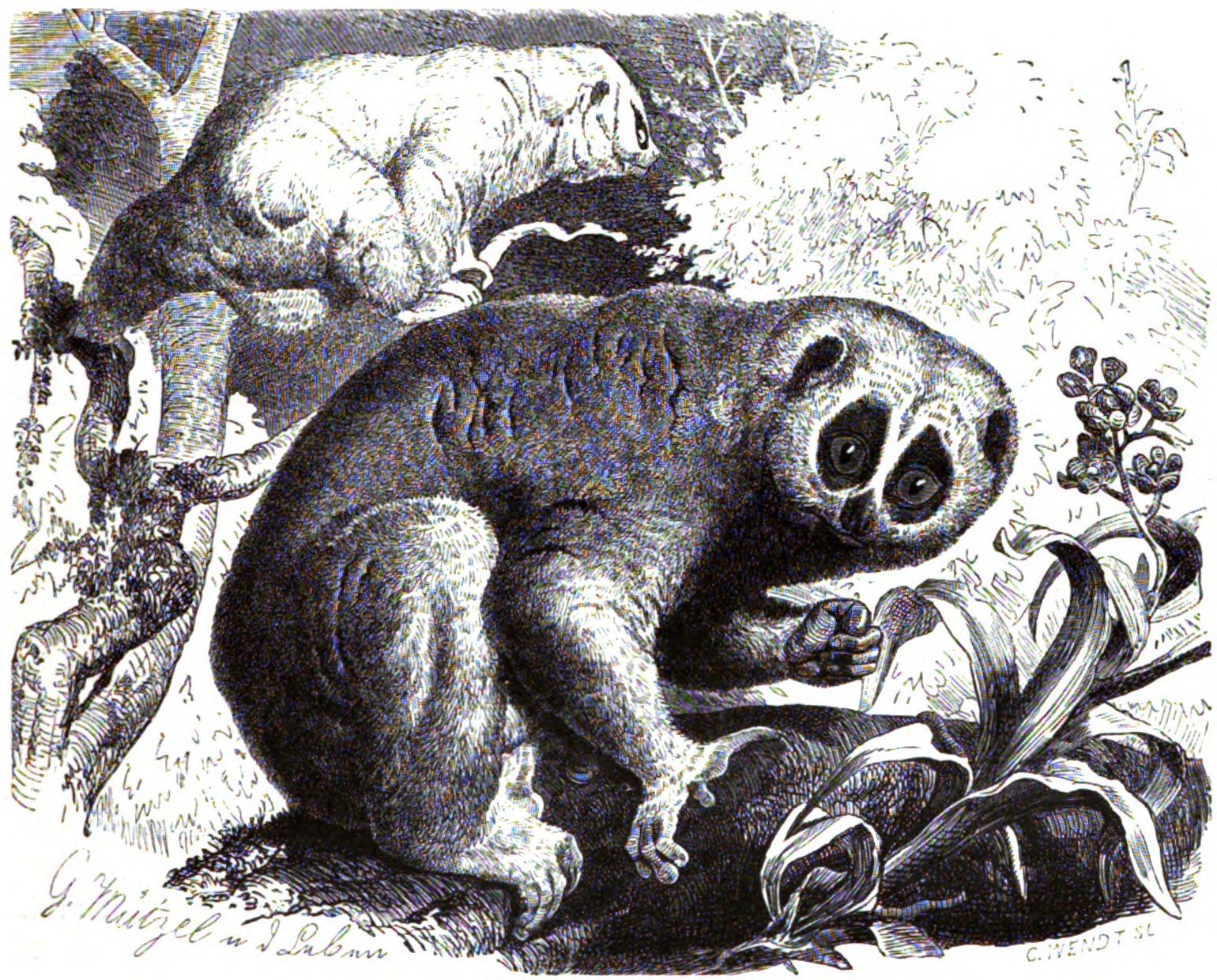
Outloň bengálský (Nycticebus bengalensis), vyobrazení z 19. století

Nycticebus bengalensis, v českém jazyce outloň bengálský je primát z rodu Nycticebus. Dříve byl považován za poddruh outloně váhavého (Nycticebus coucang), ale po fylogenetické analýze byl v roce 2001 taxonomy a primatologem Colinem Grovesem uznán jako samostatný druh. Vzhledově je však těžko odlišitelný od ostatních druhů tohoto rodu.
K odlišení hranice druhů a poddruhů a potvrzení, zda jsou morfologické klasifikace v souladu s evolučními vztahy, byly fylogenetické vztahy v rámci rodu Nycticebus zkoumány pomocí DNA sekvencí z mitochondriálních markerů na D smyčce a cytochromu b. Ačkoliv u většiny uznaných linií rodu, včetně outloně malého, outloně bornejského a outloně jávského, byla genetická odlišnost prokázána, analýza naznačila, že některé sekvence DNA některých jedinců druhů outloně váhavého a outloně bengálského mají mezi sebou pravděpodobně bližší evoluční vztah než se členy jejich vlastního druhu. Dle autorů této analýzy lze tuto skutečnost vysvětlit introgresivní hybridizací, protože testovaní jedinci obou taxonů pocházeli z oblasti jižního Thajska. Tuto hypotézu potvrdila studie z roku 2007, která srovnávala variace sekvencí mitochondriální DNA mezi outloněm váhavým a outloněm bengálským. Dle této studie patrně docházelo k toku genů mezi oběma druhy.

## Anatomie a fyziologie
Outloň bengálský je při váze 1 až 2,1 kg největší z outloňů. Dospělý jedinci měří od hlavy k ocasu 26 až 38 cm. Délka lebky dosahuje více než 62 mm. Outloni bengálští mají hustou, vlněnou srst. Na zádech je srst hnědošedá a na břiše bílá. Na zadní straně má výrazný tmavý pruh, který se táhne až k temeni hlavy. Předloktí a ruce jsou téměř bílé. Barva pánevních končetin přechází od hnědé až po téměř bílou s chodidly, která jsou vždy světlá. Línání způsobuje sezonní odchylky ve zbarvení. Podobně jako další outloňovití mají i tito outloni zakrnělý ocas, kulatou hlavu a krátké uši. Mají široký, plochý obličej s velkýma jasně oranžovýma očima. Palec na zadní noze je posazen proti ostatním prstům, což jim umožňuje silnější úchop. Dráp na druhém prstu zadní nohy je zakřivený a tvoří tzv. toaletní dráp, který zvíře používá ke škrábání a k úpravě srsti, nehty na ostatních prstech jsou rovné.
Tito outloni mají malý otok na vnitřní straně lokte zvaný brachiální žláza, kterou vylučují štiplavý, čirý olejovitý toxin, který zvíře používá na svou obranu tak, že si jím potírá zuby. Tento olej byl analyzován pomocí plynové chromatografie spojené s hmotnostní spektrometrií a bylo prokázáno, že se několik desítek těkavých a polotěkavých látek vůbec nevyskytuje u příbuzných outloňů malých. Nejvýznamnější složkou byla fenolová sloučenina m-kresol. Autoři studie také naznačují, že tyto chemicky složité oleje pomáhají outloňům vzájemně komunikovat, tak že pomocí vůní přenáší informace o pohlaví, věku, zdraví a společenském postavení.

## Chování a ekologie

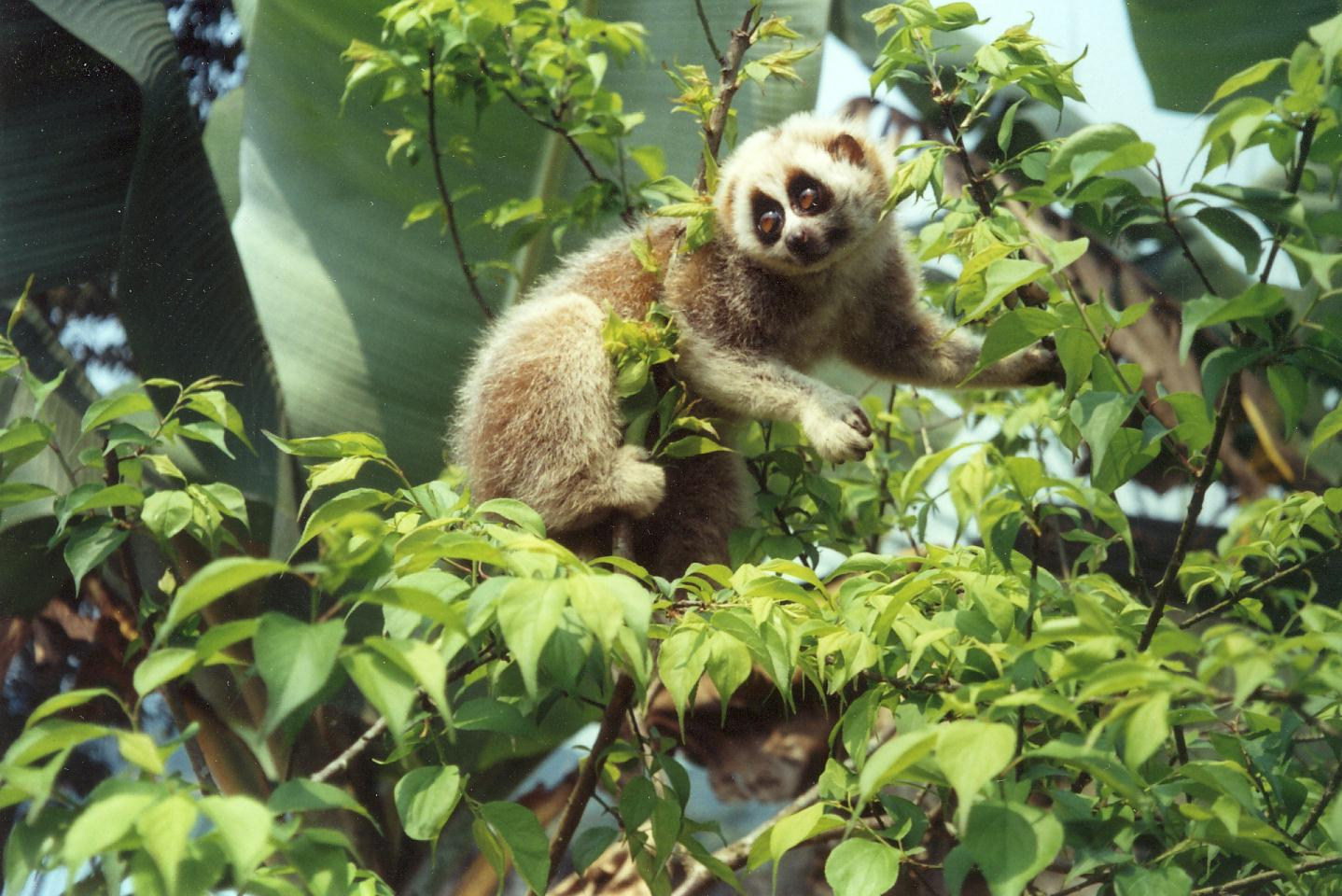
Mladý jedinec outloně bengálského, Vietnam

Preferované habitaty mají široké rozšíření od tropických přes subtropické oblasti a zahrnují jak stále zelené tak polozelené deštné pralesy s hustým stromovým patrem. Žijí také v bambusových hájích. Preferují stanoviště s vysokými stromy s rozsáhlou hloubkou korun, neboť jsou tato stanoviště obvykle spojena s větším množstvím potravy a sníženým rizikem predace. Jeho přítomnost v přírodě je známkou zdravého ekosystému.
Jeho důležitou úlohou v přírodě je jeho role rozptylovače semen a opylovače a slouží také jako potrava masožravcům. Živí se především rostlinnými výměšky, jako jsou pryskyřice či latex, a to především z rostlin čeledi bobovitých. Při získávání potravy aktivně škrábe rostliny a rozbíjí tak jejich povrch. Nejoblíbenějším stromem je Terminalia bellirica z čeledi uzlencovitých, který se běžně vyskytuje v jihovýchodní Asii. Ale krmí se i na rostlinných výměšcích z čeledi morušovníkovitých, šácholanovitých, bobovitých a hrnečníkovitých. Přestože jsou primárně plodožraví, jejich strava obsahuje i větší hmyz jako jsou cvrčci, dále hlemýždě a malé obratlovce.
Jakožto noční savci mají tito outloni vynikající noční vidění vylepšené díky tapetum lucidum, odrazivou vrstvou mezi sítnicí a cévnatkou oka. Přes den spí stočení do klubíčka v husté vegetaci nebo v dírách stromů. Obě pohlaví značí své teritorium močí. Tato zvířata žijí v malých rodinných skupinách a vyskytuje se u nich i sociální grooming.

### Reprodukce
Samičky se páří každých dvanáct až osmnáct měsíců a březost u nich trvá šest měsíců. K další březosti dochází, když jejich mládě dosáhne přibližně věku šesti měsíců, což jim umožňuje odchovat dvě mláďata ročně. Samička obvykle rodí jediné mládě, i když se mohou vyskytnout i vrhy o dvou mláďatech. Tímto se liší od příbuzného outloně malého, u kterého mají samičky obvykle dvě mláďata. Mláďata jsou přibližně do věku 3 měsíců v péči matky, která je nosí, poté se osamostatňují. Během shánění potravy, mohou být mláďata dočasně ponechána na větvi. Sexuální dospělosti dosahují přibližně ve věku dvaceti měsíců. Outloni bengálští se mohou dožít dvaceti let.

## Výskyt
Tento druh má největší geografické rozšíření ze všech druhů outloňů. Původní rozšíření zahrnuje oblast severovýchodní Indie, Bangladéše a Indočíny. Jeho populaci najdeme v indických státech Ásám, Mizóram, Nágáland, Méghálaj, Manípur a Tripura. V Číně žijí v oblasti Kuang-si a v hornaté provincii Jün-nan. V Bangladéši je populace těchto outloňů rozšířená v Čittágonských horách.